# Boeing 367-80
Boeing 367-80 („Dash 80”) – prototyp odrzutowego samolotu pasażersko-transportowego.
Powstał przy okazji prac nad powietrznym tankowcem Boeing KC-135 Stratotanker. Na jego podstawie zbudowano samoloty Boeing 707 oraz Boeing C-135 Stratolifter.
Powstał tylko jeden egzemplarz. Początkowo służył celom demonstracji odrzutowca pasażerskiego. Później służył badaniom przeprowadzanym między innymi przez NASA. Wystawiany w National Air and Space Museum w Waszyngtonie.

## Konstrukcja
Dash 80 różnił się w wielu aspektach od późniejszego Boeinga 707. Między innymi miał kadłub mniejszej średnicy, był krótszy.
Stabilizator pionowy miał mniejsze wymiary, a ster kierunku nie posiadał wspomagania hydraulicznego.
Ogólnie konstrukcja samolotu nie była radykalnie bardziej zaawansowana od ówczesnych samolotów.
Zdecydowano się na użycie rozwiązań stosowanych w samolotach z napędem śmigłowym, aby ułatwić przejście do nowej technologii (samoloty odrzutowe były wówczas wielką niewiadomą). Wprowadzone, w stosunku do prototypu, zmiany nie wpłynęły na czas produkcji przyszłych egzemplarzy, ponieważ prototyp został zbudowany w całości ręcznie, bez specjalnej linii montażowej.